# Du Yuesheng

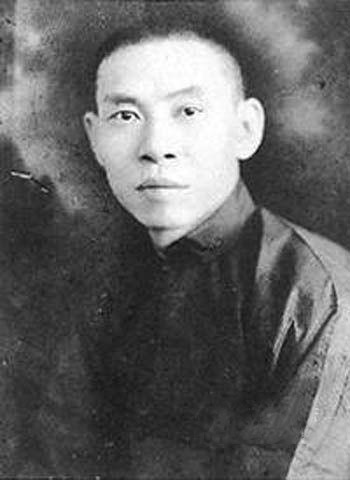

Du Yuesheng, chinesisch 杜月笙, Dù Yuèshēng, (auch Tu Yueh-sheng oder Du Yueh-sheng geschrieben, oft Mister Du genannt; Spitzname: Großohriger Du * 1887 in Gaoqiao; † 16. August 1951 in Hongkong) war seinerzeit der bedeutendste chinesische Triadenführer der Grünen Bande in Shanghai. Er überbrückte geschickt die Kluft zwischen organisierter Kriminalität und Banken. Du Yuesheng wurde Direktor der Börse in Shanghai, der Bank of China und der chinesischen Zentralbank.

## Biographie
Du wurde 1888 in völliger Armut in einem kleinen Dorf in Gaoqiao geboren und verlor im Laufe seiner Kindheit seine gesamte Familie: Seine Mutter und sein Vater starben im Abstand von ein paar Jahren, seine Schwester wurde verkauft. 1902 verließ er seine Heimatstadt in Richtung Shanghai. Sein Überleben verdankte er Diebstahl und Plünderung. Er pendelte zwischen Gelegenheitsjobs. Man stigmatisierte ihn als Kind mit den abstehenden Ohren und er erlebte Spott und Misshandlungen angesichts seines bäuerlichen Dialekts und seiner Herkunft aus ärmlichen Verhältnissen.
Mit 16 Jahren wurde er Leibwächter eines Bordells in der Konzession von der Grünen Bande. Die Gang ist eine der mächtigsten Triaden in Shanghai. Er wurde eingeweiht und schwor Treue gegenüber seiner „wahren Familie“, für die er bis an sein Lebensende aktiv blieb.
Die Triaden entstanden im China des 17. Jahrhunderts als Geheimbünde und entwickelten sich nach und nach zu kriminellen Organisationen. Dabei kam ihnen die westliche Kolonialisierung sehr gelegen. Shanghai wurde von verschiedenen Triaden beherrscht, deren mächtigste zur Zeit der Ankunft Dus die Rote Bande als Import-Partner der größten britischen Opiumhandelsgesellschaft Jardine, Matheson & Co. und Partner des britischen Geheimdienstes war, die von Zhang Xiaolin geführt wurde. Daneben existierten noch die Tong (Gang), die Liga des Himmels und der Erde und die Grüne Bande.
Die Grüne Bande – ursprünglich eine patriotische Vereinigung im Milieu der Binnenschiffer – war aber schon lange kriminalisiert durch den Opiumhandel von der Küste ins Binnenland und zu dieser Zeit von starkem Ehrgeiz und Expansionsdrang erfüllt. Du stieg rasch auf und machte die Grüne Bande innerhalb von 12 Jahren zu einem gefürchteten Zentrum des organisierten Verbrechens.
Rauschgiftlieferant der Grünen Bande waren die Franzosen. Während Du innerhalb der chinesischen Gemeinde als Kämpfer gegen die Mandschuherrschaft, als Nationalist und Kämpfer für eine chinesische Republik auftrat, gewann er mit der Grünen Bande die Kontrolle über den größten Anteil an der Ausbeutung von Prostituierten in den primitiven und luxuriösen Bordellen, Absteigen und über den größten Teil der Opiumhöhlen.
Damit niemand das Geschäft von Bordellen und Opiumhöhlen störte, sich an Ware und Geld vergriff, patrouillierten seine zahlreichen schwerbewaffneten Schläger, die sogenannten Vagabunden, Tag und Nacht durch das Revier und die Immobilien der Grünen Bande.

## Bündnis mit Huang Jinrong

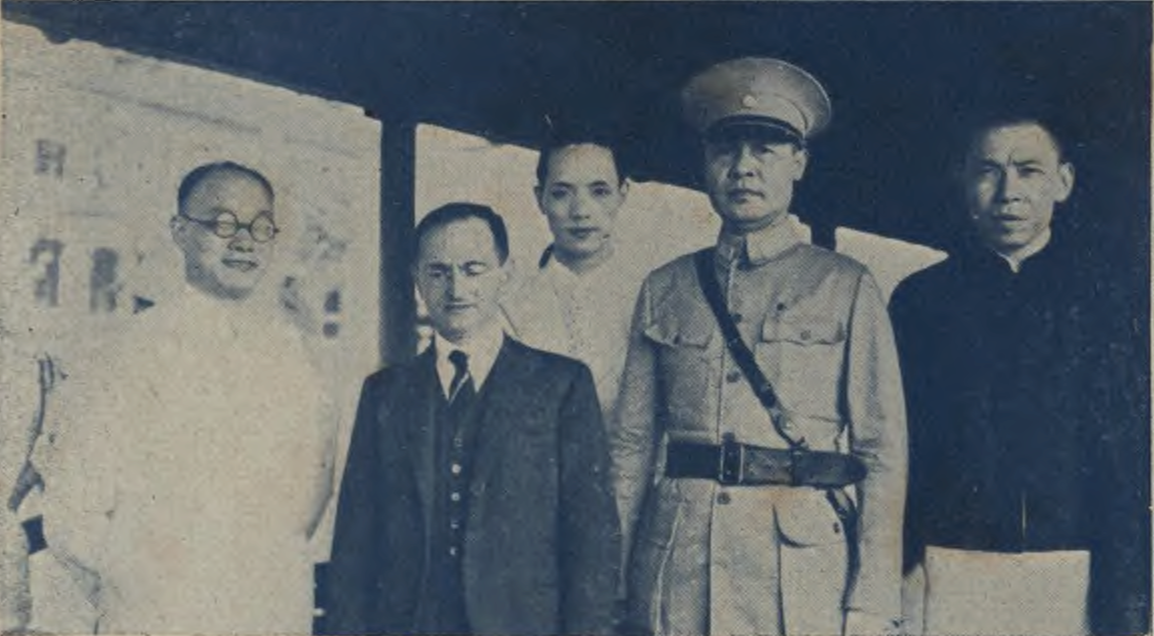
Der Französischer Botschafter in Peking Paul-Émile Naggiar (zweiter von links) in China, Du Yuesheng rechts (1936)

Die Absicherung der Geschäfte übernahm Huang Jinrong, chinesisch 黄金荣, (Huang der Pockennarbige) der Chef der chinesischen Polizeiinspektoren im französischen Wirtschaftsgebiet. Dieser war das Bündnis mit Du unter dem Einfluss seiner jungen Frau eingegangen. Durch Bestechung, Einschüchterung und Erpressung hatte Huang mehrere Franzosen in verantwortlichen Positionen fest in der Hand. Durch diese Zusammenarbeit verfünffachte sich das Einkommen der so gestärkten Grünen Bande innerhalb weniger Jahre.
Du bezog ein prächtiges Anwesen in der Avenue Paul Doumer 6. Von hier aus plante er den Einstieg in das Heroingeschäft und – beunruhigt über das Auftreten und Erstarken der Kommunisten – sein Bündnis mit den Kuomintang in Person von Chiang Kai-shek.
Hauptgeschäft wurden die sogenannten Antiopiumpillen. 10.000 Pillen wurden hergestellt aus zwei Unzen (31 Gramm) reinen Heroins, 1/2 Unze Strychnin, einer Unze Chinin, fünf Unzen Coffein, 48 Unzen Milchzucker und zehn Unzen Zucker. Dabei wurden riesige Umsätze erzielt. (So lieferten die I.G. Farben 1927 mit einer einzigen Bestellung der Grünen Bande fast eineinhalb Tonnen Strychnin.)
1925 nach dem Tod von Sun Yat-sen traten die drei Bandenführer in die Kuomintang ein und unterstützten deren neuen Führer Chiang Kai-shek.
1926 vereinigten sich die Gangs unter Führung des Triumvirats und Du Yuesheng gründete mit der „Allgemeinen Fortschrittsvereinigung“ eine eigene Gewerkschaft.

## Das Shanghai-Massaker
Im Februar 1926 organisierte die Kommunistische Partei Chinas in der französischen Konzession Shanghais einen Generalstreik der Arbeiter gegen die ausländischen Mächte und die Generalität.
Du schloss einen Deal mit Chiang Kai-shek ab. Als der kommunistische Aufstand ausbrach, ließ er Waffen verteilen und befahl seinen Männern, die Aufständischen zu eliminieren. Die Hinrichtungen dauerten mehrere Tage. Die Polizei der internationalen und französischen Konzessionen verschloss die Augen: Die „bolschewistische Bedrohung“ musste beseitigt werden. Chiangs Truppen unterstützten die Gangster und führten die Arbeit methodisch zu Ende. In einer stillschweigenden Vereinbarung zwischen den Westlern, den Nationalisten und den Grünen wurden mehrere tausend Kommunisten massakriert. Dies waren die Ereignisse, die in Malraux’ La Condition humaine beschrieben werden. Die historische Führung der Kommunistischen Partei Chinas war dezimiert: Nur wenige überlebten, darunter Zhou Enlai, der aus Shanghai floh, verkleidet als Jesuitenpriester. Von einer Partei der Intellektuellen und Proletarier wurde die Kommunistische Partei Chinas so zu einer Partei der Bauern, indem sie von Stützpunkten im Landesinnere aus wiedergeboren wurde: sie war für immer verändert.
Die Ausländer, die Chiang Kai-shek unterstützten, erwarteten, dass er diesen Streik niederschlagen würde, was er aber aus Prestigegründen nicht selbst tun wollte, so dass er mit seinen Truppen betont langsam auf Shanghai vorrückte und erst am 21. März vor der Stadt anlangte. Chiang öffnete seine Waffenlager für die Angehörigen der Triaden und in den nächsten Tagen füllte sich die Stadt mit den schwerbewaffneten Gangstern. Am 12. April 1927 begannen sie ein Massaker an allen Kommunisten und vielen Arbeitern und löschten in den folgenden Wochen und Monaten die dort sehr starke kommunistische Organisation und Basis praktisch aus.
Du Yuesheng wurde zur Belohnung zum Generalmajor der Kuomintang und zum stellvertretenden Gouverneur von Shanghai ernannt. Außerdem wurde er Ehrenpräsident der im US-Besitz befindlichen Shanghai Power Company.

## Nach dem Massaker
Im August verwandelte Chiang Kai-shek das Opiumverbot in ein Staatsmonopol, dessen erste Lizenzträger die großen Drei Du Yuesheng, Huang Jirong und Zhang Xiaolin wurden. Trotz geringer Abgabenlast brachte das Monopol der Regierung innerhalb eines Jahres 40 Millionen Dollar ein. Unter dem Druck der ausländischen Mächte wurde das Staatsmonopol Ende 1928 aufgehoben.
1930 beschrieb der französische Hauptmann Louis Fabre den Zustand der Polizei in der französischen Konzession so: „Unser Hoheitsgebiet unterstand der totalen Kontrolle einer Gruppe von Chinesen. Sie hatte den Polizeiapparat fest in der Hand, dessen französische Chefs zum größten Teil korrupt waren und dessen chinesische Mitarbeiter von ihr eingestellt und bezahlt wurden und ihr ganz und gar gefügig waren….“
Du Yuesheng erhielt dann die Konzession für die neu gegründete Staatslotterie. 1932 wurde er Mitglied des Gemeinderats der Französischen Konzession.
Nach der Machtübernahme der Kommunisten unter Mao 1949 mussten die Triaden das chinesische Festland verlassen und ließen sich im angrenzenden Hongkong sowie in Macau und Taiwan nieder, wo ihre Geschäfte weiter florierten. Die Nationalisten und Chiang Kai-shek flohen nach Taiwan. Du, von allen verlassen, konnte nach Hongkong fliehen – in die Sicherheit der britischen Kolonie. Sein Meister Huang Jinrong zog es vor, „seine Stadt“ nicht zu verlassen und hatte das Pech, unter Maos „Berichtigungskampagnen“ zu leiden. Mit über 80 Jahren fegt er am Fuße des Grand Monde, dem ehemaligen Flaggschiff der Grünen Bande, die Straßen.
Du Yuesheng starb 1951 in Hongkong – wahrscheinlich an den Folgen seiner Opiumsucht. Er wurde 61 Jahre alt. Eine seiner Frauen brachte seinen Körper nach Taipeh und dort, so weit von Shanghai entfernt, ruht er noch heute.

## Dokumentarfilm
- Die Pionierzeit – Mafia und Banken, ARTE, Regie: Christophe Bouquet (F 2023, 58 Min)